# سیستم‌عامل استیم
سیستم‌عامل استیم (به انگلیسی: SteamOS) یک توزیع لینوکس است که توسط شرکت ولو توسعه یافته‌ است. سیستم‌عامل استیم توزیعی متن باز است که برخی از اجزای آن منبع بسته هستند و سیستم عامل اصلی برای کنسول‌های «استیم ماشین» و «استیم دک» است.
نسخه‌های اولیه استیم‌او‌اس، نسخه‌های ۱٫۰ و ۲٫۰، بر اساس توزیع دبیان لینوکس بودند. استیم‌او‌اس در ابتدا برای پشتیبانی از اجرای بازی‌های ویدیویی از یک رایانه شخصی به رایانه ای که استیم‌او‌اس را در همان شبکه اجرا می‌کند ساخته شده بود. اگرچه این سیستم عامل می‌تواند از سیستم‌های مستقل پشتیبانی کند و قرار بود به عنوان بخشی از پلتفرم استیم ماشین استفاده شود. با ظهور استیم‌او‌اس, شرکت ولو، بازی‌سازان را تشویق کرد تا سازگاری لینوکس را در نسخه‌های خود بگنجانند تا از امکانات بازی کردن روی لینوکس بهتر پشتیبانی کنند.
در ژوئیه ۲۰۲۱، شرکت ولو از کنسول دستی خود تحت عنوان استیم دک، رونمایی کرد. این کنسول استیم‌او‌اس نسخه ۳٫۰ را اجرا می‌کند که مبتنی بر توزیع آرچ لینوکس با میزکار کی‌دی‌ای است.

## امکانات
سیستم عامل استیم اساساً برای اجرای بازی‌های ویدیویی دور از رایانه شخصی (مانند کاناپه در اتاق نشیمن) با ارائه تجربه‌ای شبیه به کنسول با استفاده از سخت‌افزار رایانه شخصی که می‌تواند مستقیماً به تلویزیون متصل شود، طراحی شده‌است. این سیستم‌عامل می‌تواند بازی‌هایی را که برای لینوکس توسعه یافته و از «فروشگاه استیم» خریداری شده‌اند، به صورت محلی اجرا کند. کاربران همچنین می‌توانند بازی‌ها را از رایانه‌های ویندوز، مک یا لینوکس خود به رایانه‌ای که استیم‌او‌اس اجرا می‌کند، استریم کنند و همان اشتراک‌گذاری خانوادگی و محدودیت‌های استیم را در دسکتاپ دارد. شرکت‌ ولو ادعا می‌کند که از طریق استیم‌او‌اس «به افزایش عملکرد قابل توجهی در پردازش گرافیکی دست یافته‌است». سیستم عامل منبع باز است و به کاربران امکان می‌دهد کد منبع را بسازند یا آن را تطبیق دهند، اگرچه کلاینت واقعی استیم بسته‌است.
از آنجایی که استیم‌او‌اس صرفاً برای انجام بازی‌های بدون ماوس یا صفحه کلید است، عملکردهای داخلی زیادی فراتر از مرور وب و انجام بازی‌ها ندارد. با این حال، کاربران می‌توانند به محیط میزکار «کی‌دی‌ئی پلاسما ۵» دسترسی داشته باشند و کارهایی مانند نصب نرم‌افزارهای دیگر را انجام دهند. اگرچه سیستم عامل در حال حاضر از خدمات استریم پشتیبانی نمی‌کند، شرکت ولو از نظر تاریخی یکپارچه سازی با اسپاتیفای و نتفلیکس را در نظر گرفته‌است. با این حال، استیم فیلم‌های تمام‌قد از سازندگان فیلم‌های مستقل را در فروشگاه خود در دسترس دارد. این سیستم عامل به‌طور بومی از پردازنده‌های گرافیکی انویدیا، اینتل و ای‌ام‌دی پشتیبانی می‌کند.
شرکت ولو اعلام کرد که پشتیبانی از فیلم، تلویزیون و موسیقی را به سیستم‌عامل استیم اضافه کرده‌است. با این حال، محتوای ویدیویی فقط از فروشگاه استیم که تعداد کمی فیلم دارد، در دسترس است. پخش موسیقی فقط از مجموعه‌های موسیقی محلی پشتیبانی می‌کند. در اکتبر ۲۰۱۵، یک به روز رسانی به نت‌فلیکس و سایر محتوای محافظت شده DRM اجازه داد تا در مرورگر داخلی کار کنند.

## سخت افزار
الزامات سخت‌افزاری فعلی سیستم برای نصب پیش‌فرض سیستم‌عامل استیم عبارتند از:
- پردازنده ۶۴ بیتی اینتل یا ای‌ام‌دی
- حداقل ۴ گیگابایت رم
- حداقل ۲۰۰ گیگابایت فضای هارد دیسک
- NVIDIA (کارت‌های گرافیک Fermi (جیفورس سری ۴۰۰ و جیفورس سری ۵۰۰ ) یا جدیدتر)،[۱۷]
- کارت گرافیک اینتل یا ای‌ام‌دی (رادئون ۸۵۰۰ یا جدیدتر)
- پورت USB برای نصب
- پشتیبانی از بوت UEFI

یک روش نصب سفارشی نیز موجود است که می‌تواند به مراحل پیکربندی اضافی نیاز داشته باشد. این روش برای هاردهای با ظرفیت پایین‌تر قابل اجراست. همچنین یک نصاب با فرمت ISO وجود دارد که از مادربرد قدیمی بایاس پشتیبانی می‌کند. نصب کننده‌ها را می‌توان از طریق مخزن شرکت ولو تهیه کرد.

## توسعه
در طی یک پنل در «لینوکس‌کان» در ۱۶ سپتامبر ۲۰۱۳، گیب نیوئل یکی از بنیانگذاران و مدیر اجرایی شرکت ولو اظهار داشت که معتقد است «لینوکس و منبع باز آینده بازی هستند» و در ادامه گفت که این شرکت به توسعه دهندگان بازی که می‌خواهند بازی‌ها را با لینوکس سازگار کنند، کمک می‌کند و هفته آینده در رابطه با معرفی لینوکس به اتاق نشیمن اطلاعیه‌ای خواهند داد. در ۲۰ سپتامبر ۲۰۱۳، شرکت ولو بیانیه‌ای را در وب سایت خود با عنوان The Steam Universe Expanding در سال ۲۰۱۴ منتشر کرد که در آن سه اطلاعیه جدید مربوط به «راه‌های بیشتر برای اتصال نقاط برای مشتریانی که استیم در اتاق نشیمن می‌خواهند» منتشر کرد. اولین اعلامیه در ۲۳ سپتامبر با نام استیم‌او‌اس منتشر شد، و شرکت ولو گفت که آنها «به این نتیجه رسیده‌اند که بهترین محیط برای ارائه ارزش به مشتریان، یک سیستم عامل است که بر اساس خود استیم ساخته شده‌است». تمرکز اصلی فاش، باز بودن سیستم عامل بود، با اعلام این که کاربران می‌توانند هر بخشی از نرم‌افزار را تغییر داده یا جایگزین کنند و رایگان خواهد بود.
در اکتبر ۲۰۱۳، شرکت ولو از Steam Dev Days خبر داد. یک کنفرانس دو روزه توسعه‌دهندگان که در آن توسعه‌دهندگان بازی‌های ویدیویی می‌توانند در مورد استیم‌او‌اس و Steam Machines آزمایش و بازخورد ارائه کنند. در اکتبر ۲۰۱۳، انویدیا همچنین همکاری خود را با شرکت ولو برای پشتیبانی از استیم‌او‌اس با کمک مجموعه توسعه‌ای به نام Nvidia GameWorks اعلام کرد که شامل PhysX , OptiX , VisualFX و دیگر APIهای اختصاصی Nvidia و پیاده‌سازی‌های آن‌ها است.
در نوامبر ۲۰۱۳، شرکت ولو تأیید کرد که هیچ بازی انحصاری برای استیم‌او‌اس نمی‌سازد، و دیگر توسعه‌دهندگان را از انجام این کار منصرف کرد، زیرا این برخلاف فلسفه فروش بازی‌ها در هر کجای مشتریان است. در دسامبر، شرکت ولو اعلام کرد که نسخه بتا استیم‌او‌اس در ۱۳ دسامبر ۲۰۱۳ منتشر خواهد. هنگامی که این نسخه بتا منتشر شد، شرکت ولو مشتریان ناآشنا با لینوکس را تشویق کرد تا تا سال ۲۰۱۴ صبر کنند.
در اواسط اکتبر ۲۰۱۵، پیش‌سفارش‌های Steam Controller , Steam Link , و استیم ماشین با برند Alienware در دسترس قرار گرفت. تاریخ انتشار رسمی Steam Machines در ۱۰ نوامبر ۲۰۱۵ بود.
در ۱۵ ژوئیه ۲۰۲۱، شرکت ولو استیم دک را معرفی کرد، یک دستگاه بازی کامپیوتر دستی کاملاً جدید. Steam Deck یک نسخه سفارشی شده از استیم‌او‌اس ۳٫۰ را اجرا می‌کند که مبتنی بر Aآرچ لینوکس است و حالت دسکتاپ توسط کی‌دی‌ای نسخه ۵ ارائه می‌شود. تصمیم برای انتقال از دبیان به آرچ لینوکس بر اساس برنامه به روز رسانی متفاوت برای این توزیع‌ها بود. دبیان، که برای پیکربندی‌های سرور طراحی شده‌است، به‌روزرسانی نرم‌افزار اصلی خود را در یک بسته بزرگ با وصله‌های میانی برای رفع اشکال‌های شناخته شده و امنیتی دارد، در حالی که Arch از رویکرد به‌روزرسانی رولینگ برای همه بخش‌ها استفاده می‌کند. ولو متوجه شد که رویکرد به‌روزرسانی رولینگ برای Steam Deck مناسب‌تر است و به آن‌ها اجازه می‌دهد تا مشکلات را سریع‌تر از آنچه دبیان اجازه می‌دهد برطرف کرده و رفع کنند. شرکت ولو تأیید کرد که استیم‌او‌اس 3.0 به صورت رایگان در دسترس خواهد بود و قصد دارد به دیگر توسعه‌دهندگان سخت‌افزار اجازه دهد از آن استفاده کنند و دستگاه‌های محاسباتی دستی مشابهی مانند Deck بسازند.

## نسخه‌ها
| انتشار        | نام کد    | توزیع پایه   | یادداشت |
| ------------- | --------- | ------------ | --- |
| استیم‌او‌اس 1.0 | کیمیاگر   | دبیان نسخه ۷ | |
| استیم‌او‌اس 2.0 | مدیر آبجو | دبیان نسخه ۸ | تغییرات عمده در مقایسه با استیم‌او‌اس 1.0 - درایورهای شخص ثالث مختلف و پشته گرافیکی به روز شده - به روز رسانی هسته ردیابی شاخه بلند مدت ۴٫۱ - آهنگساز گرافیک سفارشی - به روز رسانی خودکار از مخازن شرکت ولو استیم‌او‌اس |
| استیم‌او‌اس 3.0 | ساعت گرد  | دبیان نسخه ۹ | تا سال ۲۰۲۱ منتشر نشده‌است، انتشار این نسخه لغو شد. |
| استیم‌او‌اس 3.0 | هولو      | آرچ لینوکس   | شامل لایه سازگاری با ویندوز پروتون است |

## بهینگی

### سیستم‌عامل استیم نسخه ۱٫۰ بتا
در دسامبر ۲۰۱۳، فورونیکس سه کارت گرافیک انویدیا را در استیم‌او‌اس و ویندوز ۸٫۱ مقایسه کرد. به‌طور کلی، درایور گرافیکی اختصاصی لینوکس انویدیا عملکردی قابل مقایسه با درایورهای ویندوز را به دلیل پایگاه کدهای مشترک پلتفرم‌ها ارائه می‌دهد.
در ژانویه ۲۰۱۴، گیم اسپات عملکرد سه بازی (Dota 2، Left 4 Dead 2 و Metro: Last Light) را که روی ویندوز و استیم‌او‌اس اجرا می‌شوند، مقایسه کرد. با یک کارت گرافیک AMD، آنها دریافتند که همه آنها در استیم‌او‌اس با فریم‌های بسیار کمتری در ثانیه اجرا می‌شوند و Left 4 Dead 2 دچار لکنت می‌شود که آن را به مشکل درایور دستگاه نسبت می‌دهند. آنها با کارت گرافیک Nvidia دریافتند که Metro: Last Light با نرخ فریم کمی بالاتر اجرا می‌شود و Dota 2 یکنواخت می‌شود.  با هر دو برند کارت گرافیک، Left 4 Dead 2 و Dota 2 زمان بارگذاری طولانی تری در استیم‌او‌اس داشتند.

### سیستم عامل‌استیم نسخه ۲
هنگامی که Steam Machines به‌طور رسمی در نوامبر ۲۰۱۵ منتشر شد، ارز تکنیکا عملکرد رندر بازی‌های کراس پلتفرم را در استیم‌او‌اس و ویندوز ۱۰ که روی یک دستگاه اجرا می‌شوند با استفاده از میانگین اندازه‌گیری فریم بر ثانیه مقایسه کرد و دریافت که بازی‌ها بین ۲۱٪ و ۵۸٪ کندتر در استیم‌او‌اس. ارز تکنیکا پیشنهاد می‌کند که این ممکن است به دلیل بی تجربگی توسعه دهندگان بهینه‌سازی اوپن‌جی‌ال در مقایسه با دایرکت‌اکس باشد و معتقد است که عملکرد ممکن است با عناوین آینده بهبود یابد. آنها خاطرنشان کردند که تست بنچمارک آنها، با استفاده از شش بازی روی یک کامپیوتر، به دور از جامعیت بود.

### سیستم‌عامل استیم نسخه ۳ (در سخت‌افزار Steam Deck)
در مارس ۲۰۲۲، کانال یوتیوب لاینوس سباستین با استفاده از سه معیار بازی (شامل هیتمن ۳، دوم اترنال و الدن رینگ) عملکرد استیم‌او‌اس را با ویندوز ۱۰ در استیم‌دک مقایسه کرد که نشان داد هر سه عنوان به‌طور متوسط اف‌پی‌اس بالاتری در استیم‌او‌اس دارند.
- هیتمن ۳ میانگین ۱۹ فریم در ثانیه را برای ویندوز ۱۰ و میانگین ۳۴ فریم در ثانیه را برای استیم‌او‌اس ارائه کرد.
- دوم اترنال میانگین ۴۷ فریم در ثانیه را برای ویندوز ۱۰ و میانگین ۶۰ فریم در ثانیه را برای استیم‌او‌اس نشان داد.
- الدن رینگ با میانگین ۳۰ فریم در ثانیه در ویندوز ۱۰ و با میانگین سرعت ۳۷ فریم در ثانیه در استیم‌او‌اس اجرا شد.[۴۶][۴۷]

| نام بازی   | سیستم‌عامل استیم  | ویندوز ۱۰        |
| ---------- | ---------------- | ---------------- |
| الدن رینگ  | ۳۷ فریم بر ثانیه | ۳۰ فریم بر ثانیه |
| دوم اترنال | ۶۰ فریم بر ثانیه | ۴۷ فریم بر ثانیه |
| هیتمن ۳    | ۳۴ فریم بر ثانیه | ۱۹ فریم بر ثانیه |

## بازخورد
پس از اعلام اولیه استیم‌او‌اس، بسیاری از توسعه دهندگان بازی‌های ویدیویی ابراز اشتیاق کردند. مارکوس پرسون، خالق ماینکرفت، این خبر را «خبر شگفت‌انگیز» توصیف کرد و مایک بیتهل، توسعه‌دهنده توماس تنها بود، آن را «دلگرم‌کننده» برای بازی‌های مستقل خواند. توسعه دهندگان دیگری مانند ئی‌ای دایس، خالقان سری بتلفیلد، و کریتیو اسمبلی، توسعه دهندگان سری Total War، بیان کردند که ممکن است پس از انتشار استیم‌او‌اس، پشتیبانی لینوکس را برای بازی‌های خود اضافه کنند.
در زمینه سیستم عامل، رندی پیچفورد، مدیر نرم‌افزار Gearbox اظهار کرد که این سیستم عامل به یک برنامه کاربردی منحصر به فرد برای جذب توسعه دهندگان نیاز دارد و گفت: «بدون اینکه این محصول ضروری است که همه ما را به سمت این چیزها سوق دهد، من انتظار دارم که صنعت به‌طور کلی تماشا کند. عجیب است، اما تا حد زیادی تحت تأثیر قرار نگرفته‌است.» ریچارد استالمن، رئیس سابق بنیاد نرم‌افزار آزاد، حمایت محتاطانه خود را ابراز کرد، اما استفاده از بازی‌های غیر رایگان یا DRM را تأیید نمی‌کند.
نسخه بتای استیم‌او‌اس نقدهای متفاوتی دریافت کرد. در بررسی تک‌ریدار، هنری وینچستر، رابط کاربری آسان و پتانسیل آینده را ستود، اما از نصب سخت و عدم وجود ویژگی‌های اضافی در مقایسه با نرم‌افزار استیم انتقاد کرد. توماس مورگان از یوروگیمر مشکلات نصب را تجربه نکرد، اما در مورد کمبود گزینه‌های موجود برای تشخیص وضوح مانیتور و خروجی صدا، علاوه بر عدم وجود بازی‌های موجود در سیستم عامل به صورت منفی اظهار نظر کرد. با این حال، او به خوبی به رابط کاربری پاسخ داد و آن را «شروعی مثبت» نامید.
از آن زمان، رسانه‌هایی مانند ارز تکنیکا از همان ابتدا استیم‌او‌اس را مجدداً بررسی کردند و مشاهداتی را در مورد رشد، مزایا و معایب این پلتفرم ارائه کردند. هم فالکون نورت‌وست و هم اریجین پی‌سی، تولیدکنندگان کامپیوتر که قصد ارائه سخت‌افزار Steam Machine را داشتند، در سال ۲۰۱۵ به دلیل محدودیت‌های استیم‌او‌اس بر روی ویندوز، دستگاه‌های مجهز به استیم‌او‌اس را عرضه نکنند. Falcon Northwest گفت که در صورت بهبود عملکرد، همچنان در آینده ماشین‌های حمل و نقل با سیستم عامل استیم را در نظر خواهند گرفت.